# Torre della Scimmia
La Torre della Scimmia (ou Torre degli Scapucci, ou Torre dei Frangipane) est une tour médiévale de Rome. 

## Description historique
La tour se dresse Via dei Portoghesi 18, près de la Piazza Navona, annexée au Palazzo Scapucci. D'origine médiévale et possiblement possédée par la famille Frangipani, elle passa ensuite à la famille Scapucci vers le XVIe siècle. Son créneau caractéristique remonte au XVe siècle. 
Torre della Scimmia signifie Tour du Singe. L'origine du nom provient de légendes populaires, présentées sous différentes versions (notamment par l'écrivain américain Nathaniel Hawthorne), concernant la présence d'un singe à l'intérieur. 

La tour ne peut pas être visitée à l'intérieur. 

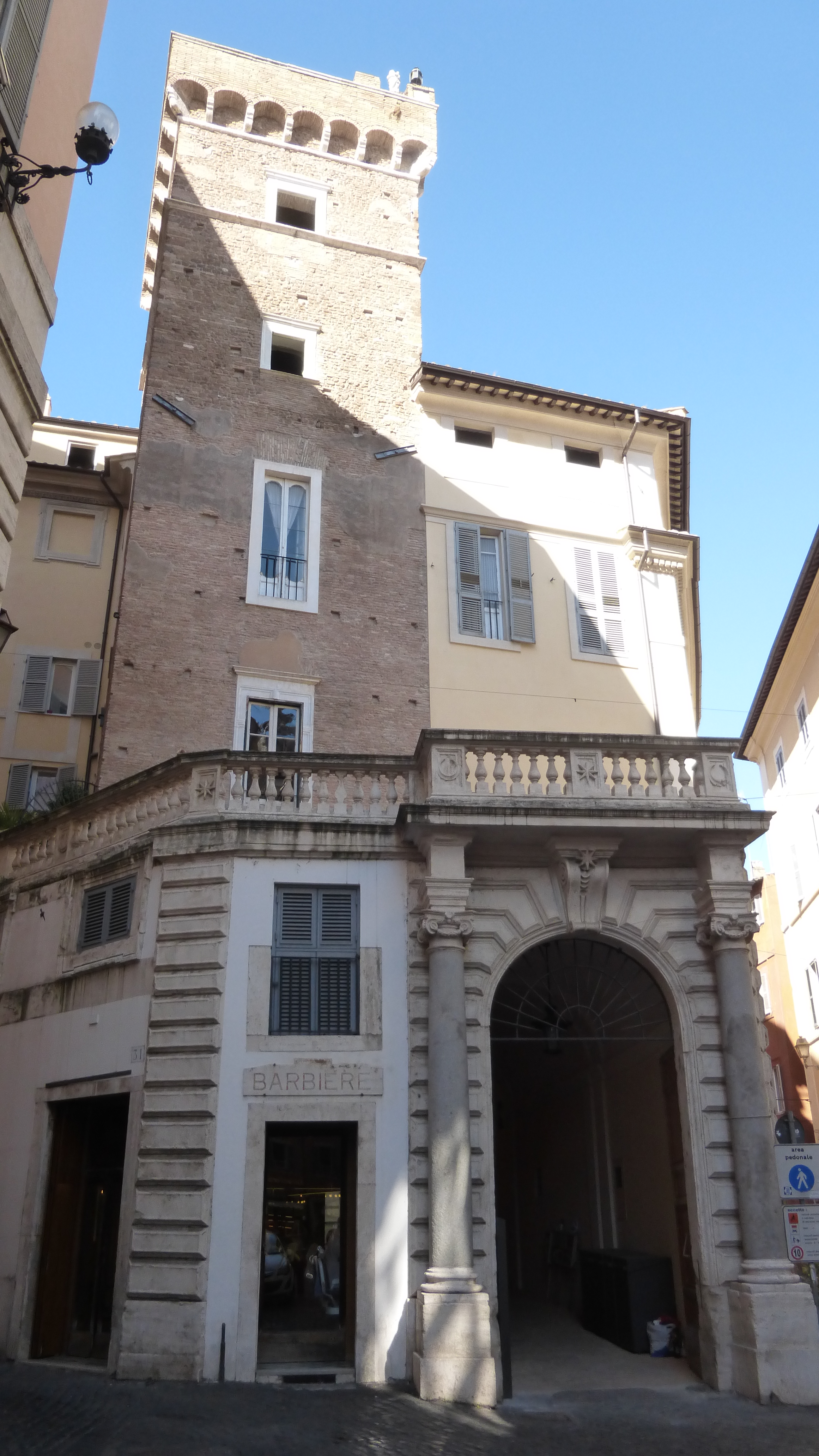
La tour restaurée
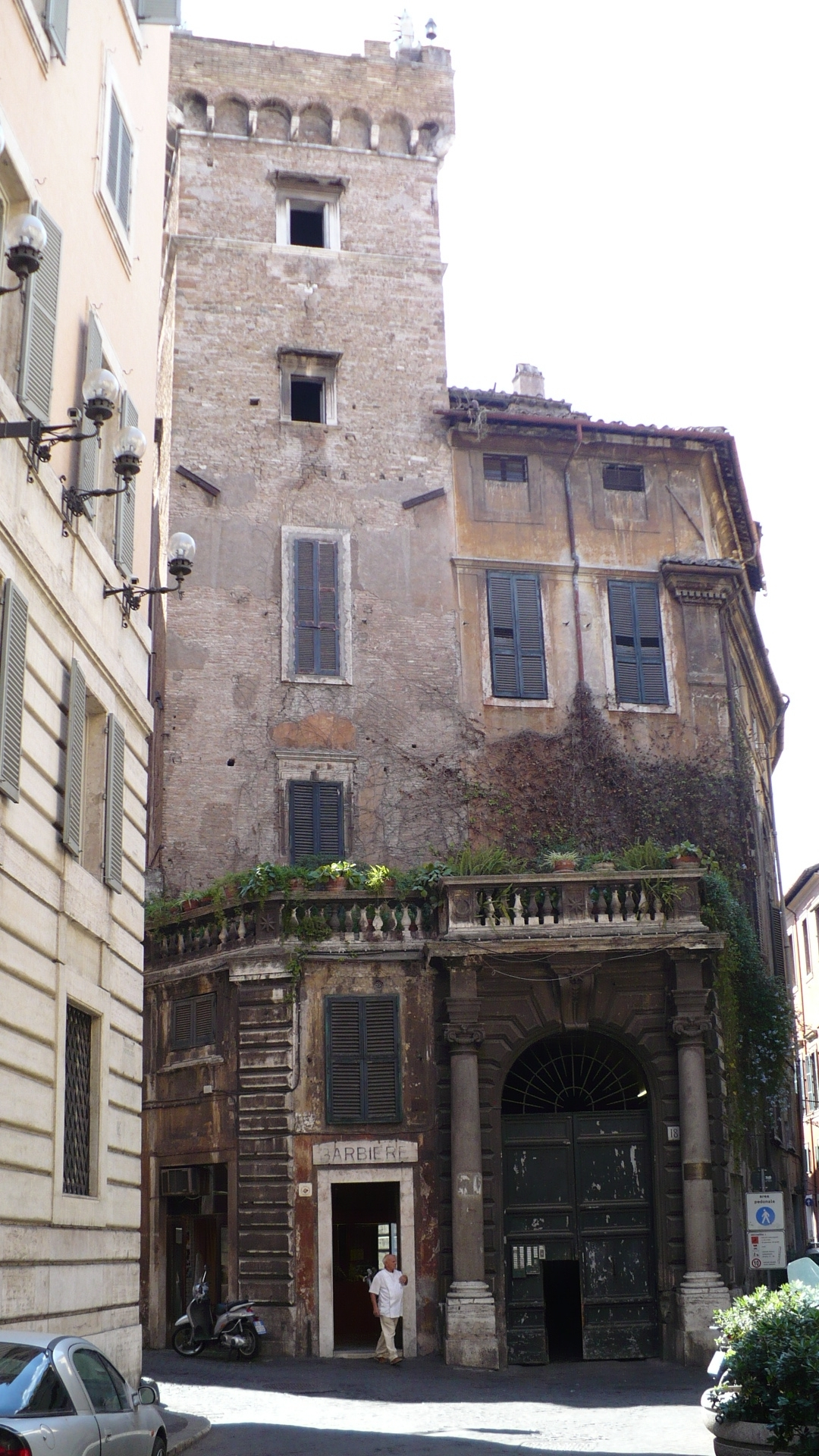
La tour, avant restauration
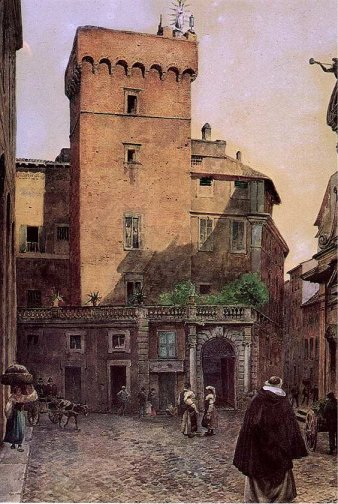
La tour, par Roesler Franz

## Autres projets
- Wikimedia Commons contiene immagini o altri file su Torre della Scimmia

- Tourisme Rome: Tour du Singe
- Romasparita.it: Tour du Singe